# Saltos ornamentais nos Jogos Olímpicos de Verão de 2020 - Plataforma 10 m individual feminino
A competição da plataforma de 10 m individual feminino dos saltos ornamentais nos Jogos Olímpicos de Verão de 2020 foi realizada em 4 e 5 de agosto de 2021, no Centro Aquático de Tóquio, em Tóquio. Um total de 30 saltadoras de 20 Comitês Olímpicos Nacionais (CON) participaram do evento.

## Qualificação
As doze melhores saltadoras do Campeonato Mundial de Esportes Aquáticos de 2019 ganharam uma vaga para seu respectivo CON. A primeira colocada em cada um dos cinco campeonatos continentais também garantiram uma vaga (excluindo aquelas que conquistaram a vaga pelo Campeonato Mundial e saltadoras de CONs que já haviam conquistado duas vagas). As vagas restantes foram para as melhores colocadas da Copa do Mundo de Saltos Ornamentais de 2020 (com as mesmas limitações) até que o número máximo de vagas fosse alcançado.
Cada saltadora deveria ter pelo menos 14 anos até o final de 2020 para poder competir.

## Formato
A competição foi realizada em três fases:
- Preliminar: Todas as saltadoras realizam cinco saltos; as 18 melhores avançam a semifinal.
- Semifinal: As saltadoras classificadas realizam cinco saltos; as pontuações da fase preliminar são desconsideradas e as doze melhores avançam a final.
- Final: As saltadoras classificadas realizam seis saltos; as pontuações da semifinal são desconsideradas e as três melhores conquistam as medalhas de ouro, prata e bronze, respectivamente.

Em cada rodada de saltos cada um deve ser de cada um dos seis grupos (para frente, de costas, revirado, ponta pé a lua, parafuso e parada de mãos).

## Calendário
Horário local (UTC+9)
| Dia                 | Horário | Fase       |
| ------------------- | ------- | ---------- |
| 4 de agosto de 2021 | 15:00   | Preliminar |
| 5 de agosto de 2021 | 10:00   | Semifinal  |
| 5 de agosto de 2021 | 15:00   | Final      |

## Medalhistas
| Ouro   | CHN Quan Hongchan |
| Prata  | CHN Chen Yuxi     |
| Bronze | AUS Melissa Wu    |

## Resultados
Um total de 30 saltadoras competiram, com as três melhores colocadas na final garantindo as medalhas.
| Pos.              | Saltadoras                | CON                | Preliminar | Preliminar | Semifinal   | Semifinal   | Final       | Final       | Final       | Final       | Final       | Final       | Final |
| Pos.              | Saltadoras                | CON                | Pontos     | Pos.       | Pontos      | Pos.        | Salto 1     | Salto 2     | Salto 3     | Salto 4     | Salto 5     | Pontos      |       |
| ----------------- | ------------------------- | ------------------ | ---------- | ---------- | ----------- | ----------- | ----------- | ----------- | ----------- | ----------- | ----------- | ----------- | ----- |
| Medalha de ouro   | Quan Hongchan             | CHN China          | 364.65     | 2          | 415.65      | 1           | 82.50       | 96.00       | 95.70       | 96.00       | 96.00       | 466.20      |       |
| Medalha de prata  | Chen Yuxi                 | CHN China          | 390.70     | 1          | 407.75      | 2           | 82.50       | 76.80       | 85.80       | 89.10       | 91.20       | 425.40      |       |
| Medalha de bronze | Melissa Wu                | AUS Austrália      | 351.20     | 4          | 334.50      | 5           | 75.00       | 76.80       | 64.40       | 73.60       | 81.60       | 371.40      |       |
| 4                 | Gabriela Agúndez          | MEX México         | 297.65     | 12         | 337.30      | 4           | 64.50       | 70.95       | 73.60       | 74.25       | 75.20       | 358.50      |       |
| 5                 | Delaney Schnell           | USA Estados Unidos | 360.75     | 3          | 342.75      | 3           | 76.80       | 65.60       | 56.10       | 79.50       | 62.40       | 340.40      |       |
| 6                 | Alejandra Orozco          | MEX México         | 308.10     | 9          | 301.40      | 12          | 66.00       | 57.60       | 54.45       | 75.20       | 68.80       | 322.05      |       |
| 7                 | Andrea Spendolini-Sirieix | GBR Grã-Bretanha   | 307.70     | 10         | 314.00      | 8           | 58.50       | 60.80       | 63.00       | 51.20       | 72.00       | 305.50      |       |
| 8                 | Elena Wassen              | GER Alemanha       | 323.80     | 6          | 303.70      | 11          | 67.20       | 63.00       | 60.90       | 40.00       | 60.80       | 291.90      |       |
| 9                 | Lois Toulson              | GBR Grã-Bretanha   | 314.00     | 7          | 311.10      | 9           | 63.00       | 37.80       | 62.40       | 62.40       | 64.00       | 289.60      |       |
| 10                | Celine van Duijn          | NED Países Baixos  | 306.80     | 11         | 306.45      | 10          | 50.40       | 49.30       | 60.80       | 60.00       | 67.20       | 287.70      |       |
| 11                | Yulia Timoshinina         | ROC                | 313.20     | 8          | 319.80      | 6           | 46.50       | 57.75       | 44.80       | 49.60       | 64.35       | 263.00      |       |
| 12                | Pandelela Rinong          | MAS Malásia        | 284.90     | 18         | 315.75      | 7           | 18.00       | 71.05       | 60.80       | 52.80       | 43.20       | 245.85      |       |
| 13                | Meaghan Benfeito          | CAN Canadá         | 331.85     | 5          | 296.40      | 13          | Não avançou | Não avançou | Não avançou | Não avançou | Não avançou | Não avançou |       |
| 14                | Sarah Jodoin Di Maria     | ITA Itália         | 291.05     | 15         | 294.00      | 14          | Não avançou | Não avançou | Não avançou | Não avançou | Não avançou | Não avançou |       |
| 15                | Tanya Watson              | IRL Irlanda        | 289.40     | 16         | 278.15      | 15          | Não avançou | Não avançou | Não avançou | Não avançou | Não avançou | Não avançou |       |
| 16                | Alaïs Kalonji             | FRA França         | 295.80     | 14         | 269.00      | 16          | Não avançou | Não avançou | Não avançou | Não avançou | Não avançou | Não avançou |       |
| 17                | Katrina Young             | USA Estados Unidos | 286.65     | 17         | 263.60      | 17          | Não avançou | Não avançou | Não avançou | Não avançou | Não avançou | Não avançou |       |
| 18                | Christina Wassen          | GER Alemanha       | 297.15     | 13         | 237.30      | 18          | Não avançou | Não avançou | Não avançou | Não avançou | Não avançou | Não avançou |       |
| 19                | Kwon Ha-lim               | KOR Coreia do Sul  | 278.00     | 19         | Não avançou | Não avançou | Não avançou | Não avançou | Não avançou | Não avançou | Não avançou | Não avançou |       |
| 20                | Maha Gouda                | EGY Egito          | 275.30     | 20         | Não avançou | Não avançou | Não avançou | Não avançou | Não avançou | Não avançou | Não avançou | Não avançou |       |
| 21                | Nikita Hains              | AUS Austrália      | 270.00     | 21         | Não avançou | Não avançou | Não avançou | Não avançou | Não avançou | Não avançou | Não avançou | Não avançou |       |
| 22                | Matsuri Arai              | JPN Japão          | 268.80     | 22         | Não avançou | Não avançou | Não avançou | Não avançou | Não avançou | Não avançou | Não avançou | Não avançou |       |
| 23                | Celina Toth               | CAN Canadá         | 261.40     | 23         | Não avançou | Não avançou | Não avançou | Não avançou | Não avançou | Não avançou | Não avançou | Não avançou |       |
| 24                | Ingrid Oliveira           | BRA Brasil         | 261.20     | 24         | Não avançou | Não avançou | Não avançou | Não avançou | Não avançou | Não avançou | Não avançou | Não avançou |       |
| 25                | Anna Konanykhina          | ROC                | 252.85     | 25         | Não avançou | Não avançou | Não avançou | Não avançou | Não avançou | Não avançou | Não avançou | Não avançou |       |
| 26                | Cheong Jun Hoong          | MAS Malásia        | 251.80     | 26         | Não avançou | Não avançou | Não avançou | Não avançou | Não avançou | Não avançou | Não avançou | Não avançou |       |
| 27                | Noemi Batki               | ITA Itália         | 226.95     | 27         | Não avançou | Não avançou | Não avançou | Não avançou | Não avançou | Não avançou | Não avançou | Não avançou |       |
| 28                | Anne Vilde Tuxen          | NOR Noruega        | 219.15     | 28         | Não avançou | Não avançou | Não avançou | Não avançou | Não avançou | Não avançou | Não avançou | Não avançou |       |
| 29                | Sofiya Lyskun             | UKR Ucrânia        | 216.55     | 29         | Não avançou | Não avançou | Não avançou | Não avançou | Não avançou | Não avançou | Não avançou | Não avançou |       |
| 30                | Freida Lim                | SGP Singapura      | 215.90     | 30         | Não avançou | Não avançou | Não avançou | Não avançou | Não avançou | Não avançou | Não avançou | Não avançou |       |